# Hitachi Caravaggio
Der Hitachi Caravaggio ist ein elektrischer Doppelstock-Triebzug, der von Hitachi Rail Italia in Reggio di Calabria und Neapel gefertigt wird. Die italienische Trenitalia setzt diesen Typ unter dem Namen Rock im Regionalzugverkehr ein. Ein Folgeauftrag wurde von den Ferrovie Nord Milano für den Nahverkehr rund um Mailand bestellt.
Die Züge sind als ETR.421, ETR.521 und ETR.621 im italienischen Baureihenverzeichnis eingereiht, wobei die erste Ziffer die Anzahl der Wagen kennzeichnet.
Hitachi nennt die Grundkonstruktion Masaccio. Auf der gleichen Plattform bauen die Blues-Dieseltriebzüge der Trenitalia auf. Diese sind einstöckig und mit Akkus ausrüstbar. Namensgeber für die Zugtypen sind die italienischen Künstler Masaccio und Caravaggio, die im 15. und 16. Jahrhundert herausragende Gemälde schufen.

## Bauart
Die Züge bestehen aus vier bis sechs Doppelstockwagen. Jeder Wagen besitzt zwei einflügelige Türen im Unterstock pro Wagenseite. Gleichstrommotoren mit 3400 Kilowatt Leistung beschleunigen den Zug auf bis zu 160 km/h. Die Züge sollen 30 % weniger Energie pro Passagierkilometer verbrauchen und mehr Passagiere pro Wagenlänge befördern können als frühere Modelle.

## Rock für die Trenitalia
Im Jahr 2016 vergab Trenitalia Großaufträge für Regionaltriebzüge. Neben Alstom mit dem Coradia Stream erhielt Hitachi einen Erstauftrag über die Lieferung von bis zu 300 Zügen des Caravaggio-Typs mit vier bis sechs Wagen. Auf der InnoTrans 2018 wurde ein erstes Exemplar unter dem Namen Rock präsentiert. Seit 2019 sind die ersten Triebzüge in der Region Emilia-Romagna in Betrieb. 202 Züge wurden inzwischen an verschiedene Regionen ausgeliefert.

## Caravaggio für die FNM

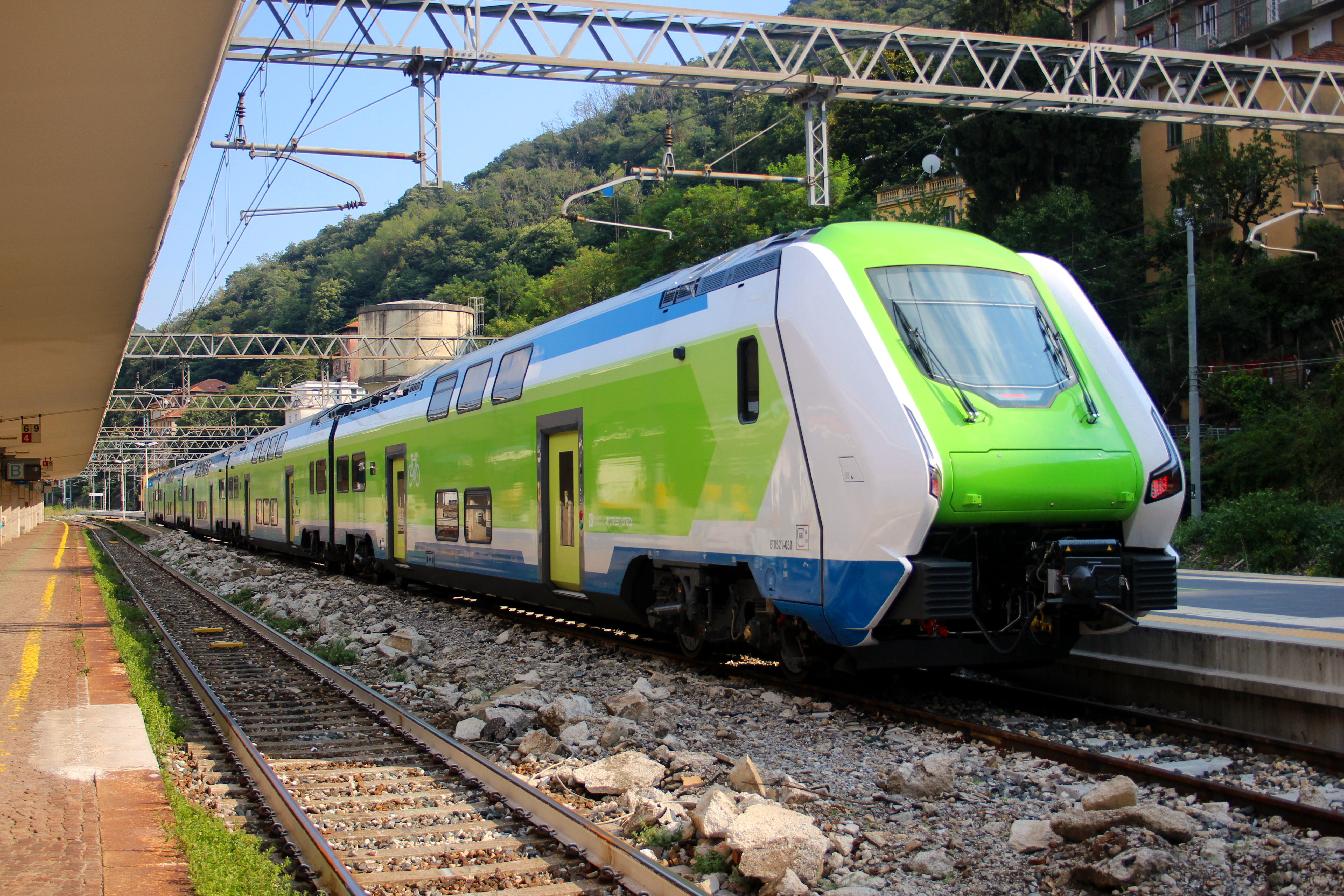
Caravaggio der FNM

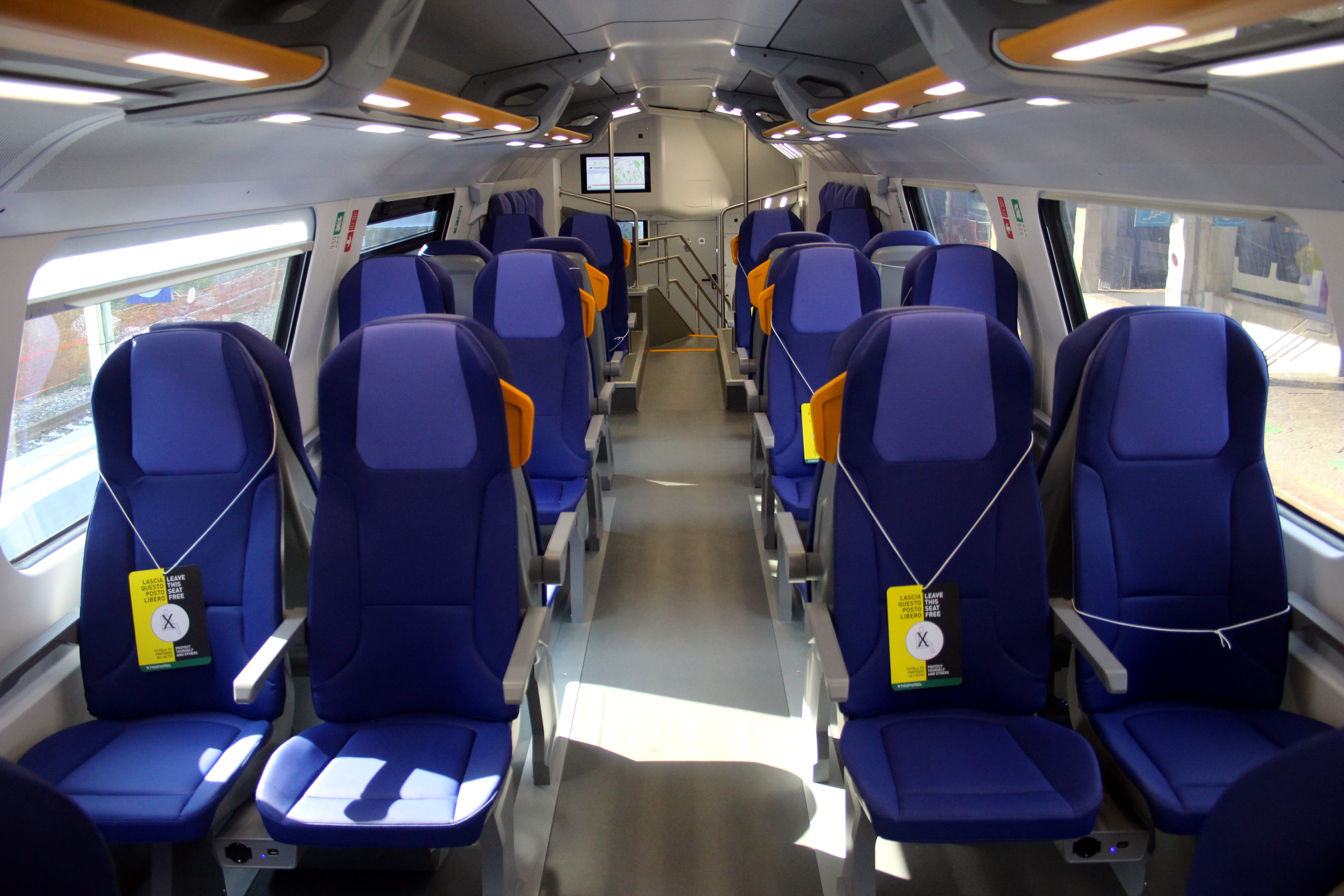
Obergeschoss eines Caravaggio im Mailänder Vorortverkehr

Die Ferrovie Nord Milano unterzeichnete im September 2018 einen Rahmenvertrag über maximal 120 Züge mit vier oder fünf Wagen. Ein erster Abruf von 2018 umfasst 30 Vierteiler. Diese Fahrzeuge sind bei der Trenord für den Einsatz auf der S-Bahn Mailand vorgesehen. Weitere 10 Fünfteiler wurden für den Malpensa Express zum Mailänder Flughafen und 16 Vierteiler für eine Flughafenverbindung in Bergamo bestellt. Ein dritter Auftrag beinhaltet zusätzliche 10 Vierteiler und 40 Fünfteiler, die ab 2022 ausgeliefert wurden. Insgesamt werden folglich 56 Vierteiler und 50 Fünfteiler ausgeliefert. Dabei bietet jeder Vierteiler 466 Sitzplätze und ein Fünfteiler 598 Sitze. Einige der Züge für Trenord wurden aus der Produktionslinie für die Trenitalia entnommen und weisen die gleiche Inneneinrichtung auf, während die übrigen das Trenord-Interieur erhalten haben.